# ラメッシ・バルセカール

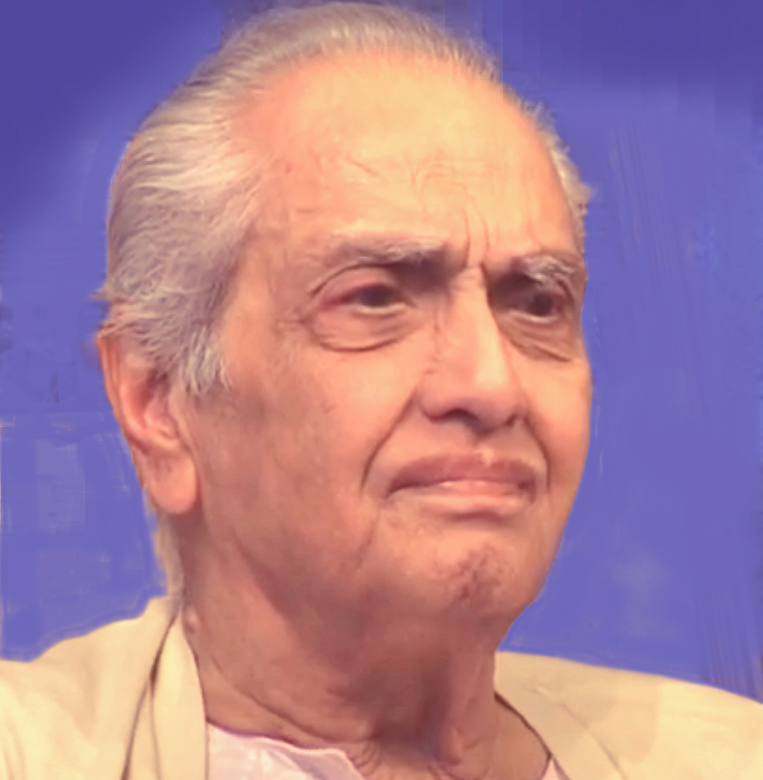
Portrait of Ramesh Balsekar

ラメッシ・バルセカール (Ramesh S. Balsekar、1917年 - 2009年) はインド出身の著作者である。

## 生涯
1917年にニサルガダッタ・マハラジの子息として生まれる。父親の影響もあり幼い頃からアドヴァイタの思想に興味を持ち、20冊の著書を持ち、インド銀行の代表を勤めたこともある。晩年はムンバイの自宅で余生を過ごす。

## 著作
- Confusion No More (2007), ISBN 978-1-905857-25-8
- The Ultimate Understanding  (2002), ISBN 1-84293-045-1
- Who Cares?! The Unique Teaching of Ramesh S. Balsekar (1999), ISBN 0-929448-18-9
- Consciousness Speaks: Conversations with Ramesh S. Balsekar (1993), ISBN 0-929448-14-6
- Duet of One: The Ashtavakra Gita Dialogue (1989), ISBN 0-929448-11-1